# خرغوس سويقي جذري
خرغوس سويقي جذري (الاسم العلمي:Caltha scaposa) هو نوع من النباتات يتبع جنس الخرغوس من الفصيلة الحوذانية.